# Yang Yan Ling
Yan Ling Yang (nascida em 2 de novembro de 1980) é uma ex-jogadora de vólei paraolímpico chinesa e membro da selecção nacional feminina de vólei da China. Com a selecção nacional ela conquistou a medalha de ouro nos Jogos Paraolímpicos de Verão de 2004 e nos Jogos Paraolímpicos de Verão de 2012.